# Verzorgingsplaats De Wuust
Verzorgingsplaats De Wuust is een Nederlandse verzorgingsplaats aan de A73 Nijmegen-Maasbracht tussen afritten 9 en 10 nabij Venray.
Bij de verzorgingsplaats ligt een restaurant van La Place (tot 2017 AC Restaurants).
De Wuust is met een voetgangerstunnel verbonden met de tegenoverliggende verzorgingsplaats Romeinse Put. 
Richting Maasbracht: Lokkant · De Wuust · Hoogvonderen
Richting Ewijk: Spik · Romeinse Put · Hondsiep